# Triacanthagyna dentata
Triacanthagyna dentata là loài chuồn chuồn trong họ Aeshnidae. Loài này được Geijskes mô tả khoa học đầu tiên năm 1943.